# Marcelo Pitz
Marcelo Nascimento Fagundes, conhecido pelo nome artístico Marcelo Pitz, (Porto Alegre, 24 de outubro de 1963) é um baixista brasileiro, conhecido por ter sido um dos fundadores da banda gaúcha de rock Engenheiros do Hawaii. Com este grupo, tocou do começo de 1985 até meados de 1987, tendo participado do lançamento de diversas gravações demos, uma coletânea coletiva e um álbum de estúdio, o Longe Demais das Capitais. Foi essencial na sonoridade que a banda apresentou nos seus primeiros anos, quando lançou um single de sucesso - "Toda Forma de Poder" - e ganhou um disco de ouro, pelo disco de estreia ter ultrapassado a vendagem de 130 mil cópias em seu ano de lançamento.
Após sair da banda que ajudou a fundar, Pitz tocou em outros grupos da cena local - como a banda Grou e o grupo Expresso Oriente, que acompanhava Júlio Reny; tendo participado de alguns lançamentos independentes, mas nada tão expressivo quanto o álbum de estreia de sua antiga banda. Abandonou a carreira musical em 1990, continuando a trabalhar no setor público, o que fazia desde 1987. Atualmente, é servidor da Universidade Federal de Pelotas.

## Biografia
Nascido em Porto Alegre, Marcelo estudou no Colégio de Aplicação. Foi lá que recebeu o apelido pelo qual ficou conhecido em sua carreira artística. Marcelo e seus amigos gostavam da série Terra de Gigantes e conversavam bastante sobre ela. Em uma dessas conversas, as outras crianças perceberam que Marcelo errava o nome de um dos personagens (Alexander Fitzhugh), chamando-o de "Pitzhugh", o que levou a que ele fosse apelidado daquele modo. Com o tempo, o apelido foi encurtado para "Pitz". Em 1982, foi aprovado para o curso de Arquitetura da UFRGS, o qual acabaria abandonando em 1984 para cursar música na mesma universidade.
Após sair dos Engenheiros, Pitz passaria no concurso da Caixa Econômica Federal e trabalharia lá concomitantemente a sua carreira musical. Mais tarde, se dedicaria à Fisioterapia até passar no concurso da Universidade Federal de Pelotas, onde, atualmente, é servidor público do curso de Meteorologia.

## Carreira

### Com os Engenheiros
Pitz frequentava os bares do Bom Fim, tendo participado de diversos grupos tocando baixo, desde aqueles influenciados pelo punk rock e pelo pós-punk, até grupos que tocavam rock dos anos 1970, com covers de Os Mutantes, O Terço, Sá e Guarabyra, A Barca do Sol, Sui Generis, Yes e Rush. Assim, já tinha alguma experiência tocando pela noite. Após ter abandonado a Faculdade de Arquitetura e estar cursando música, uma greve de professores havia paralisado as aulas da UFRGS, no final de 1984. Assim, o ano letivo foi suspenso e, ao final da greve, os estudantes tiveram que terminar o semestre no início do ano seguinte. Como os alunos tiveram que ficar em Porto Alegre no verão - o que não era comum para jovens de classe média e média-alta na época, os diversos centros acadêmicos começaram a inventar atividades e festas para entreter os jovens.
O centro acadêmico de arquitetura resolveu organizar uma festa com o show de uma banda e um dos organizadores - Carlos Maltz, que tocava bateria - sugeriu que montassem uma banda só com alunos da faculdade para tocar como "banda de abertura". Assim, Carlos chamou Carlos Stein e Humberto Gessinger (que tocavam guitarra) e Marcelo (que Carlos conhecia por ter entrado junto com ele na Arquitetura). O show acabou acontecendo no dia 11 de janeiro de 1985 - mesmo dia do início do primeiro Rock in Rio - após apenas uns 2 ou 3 ensaios. A banda tocaria apenas mais um show como um quarteto antes de Carlos Stein sair e eles continuarem como um trio.
A banda passa a fazer diversas apresentações pela capital gaúcha e a gravar algumas demos que tocavam na rádio Ipanema FM. Assim, conseguem emplacar 3 hits locais: "Spravo", "Segurança" e "Sopa de Letrinhas". Com isso, passam a excursionar também pelo interior do estado, algo que a maioria das bandas da capital não fazia. Com o relativo sucesso, recebem um convite para participarem do Rock Unificado, festival de bandas que aconteceria no ginásio Gigantinho, no dia 11 de setembro de 1985. Nesta apresentação, um olheiro da gravadora RCA seleciona 10 bandas para a gravação de uma coletânea a ser lançada nacionalmente, apresentando as bandas gaúchas para o resto do país. Os Engenheiros são selecionados e gravam duas canções para a coletânea Rock Grande do Sul: "Segurança" e "Sopa de Letrinhas". Com o lançamento do disco coletivo, em janeiro de 1986, o grupo passa a ter oportunidade de tocar fora do Rio Grande do Sul pela primeira vez. Ainda, as canções chegam a tocar nas rádios do país inteiro.
A partir de maio, eles passam a gravar o seu primeiro disco nos estúdios da RCA, em São Paulo. O álbum de estreia, Longe Demais das Capitais, é lançado em outubro do mesmo ano, com produção de Reinaldo Barriga. O álbum é marcado pela sonoridade próxima ao reggae e ao ska, lembrando grupos como The Police e Os Paralamas do Sucesso. Com a distribuição e divulgação da gravadora - a banda gravaria dois videoclipes, participaria de diversos programas de TV e sairia em turnê nacional (a Toda Forma de Tour); o disco seria um sucesso, emplacando uma música ("Toda Forma de Poder") e vendendo mais de 130 mil cópias no ano de seu lançamento, dando ao grupo o seu primeiro disco de ouro.
Entretanto, a convivência entre os três membros do grupo não era boa, sendo classificada pelos próprios como "estritamente profissional". Maltz e Gessinger eram mais próximos e parecidos e Pitz era alvo de chacotas, brincadeiras e tirações de sarro. Assim, a convivência foi ficando cada vez mais difícil até que, em abril de 1987, eles concordaram com a saída de Pitz: ele cumpriria as obrigações assumidas com a turnê até o fim e se desligaria do grupo. Desse modo, ele chegaria a gravar a participação do grupo no disco de Nei Lisboa, Carecas da Jamaica, no mês seguinte. O último show com a banda seria no dia 20 de junho, o encerramento da turnê, em Garibaldi.

### Após a saída do grupo
Após sair do grupo, Pitz vendeu o seu baixo Rickenbacker 4003 para Humberto Gessinger - em troca da Fender Telecaster do vocalista - e, no fim do ano, entraria para a banda Grou, com Carlo Pianta e o baterista Carlos Magno. Com esta formação, a banda passaria a fazer shows em Porto Alegre a partir de dezembro de 1987. Eles lançariam, no ano seguinte, um álbum independente com faixas de estúdio e ao vivo, pelo selo Vortex. Ainda, participariam de uma coletânea do mesmo selo, tocando a faixa "Ou Com" em que a banda toca enquanto Pianta lê um trecho de O Cavaleiro das Trevas.
Em 1989, Pitz substituiria o próprio Pianta na banda Expresso Oriente, que acompanhava Júlio Reny. Como parte da banda, grava o álbum Júlio Reny & Expresso Oriente, lançado pelo selo independente Pirata Sulista. O álbum conta com algumas canções famosas da carreira de Reny, como "Nâo Chores Lola", "Amor e Morte" e "Espresso Oriente", tendo sido relançado em CD no ano de 2001.

## Discografia
Discografia dada pelas obras citadas.

### Com os Engenheiros do Hawaii
| Ano  | Álbum                                    | Gravadora                       | Observações                                                                                    |
| ---- | ---------------------------------------- | ------------------------------- | ---------------------------------------------------------------------------------------------- |
| 1985 | "Causa Mortis" / "Engenheiros do Hawaii" | Independente                    | Demo                                                                                           |
| 1985 | "Spravo"                                 | Independente                    | Demo                                                                                           |
| 1985 | "Segurança"                              | Independente                    | Demo                                                                                           |
| 1985 | "Nada a Ver" / "Sopa de Letrinhas"       | Independente                    | Demo                                                                                           |
| 1985 | Rock Grande do Sul                       | RCA, através do selo RCA-Victor | Coletânea de várias bandas. Participam nas faixas 01 e 07 ("Sopa de Letrinhas" e "Segurança"). |
| 1986 | Longe Demais das Capitais                | RCA, através do selo RCA-Victor | LP                                                                                             |
| 1986 | "Toda Forma de Poder"                    | RCA, através do selo RCA-Victor | Compacto simples                                                                               |

### Com a Grou
| Ano  | Álbum                | Gravadora | Observações                                                                    |
| ---- | -------------------- | --------- | ------------------------------------------------------------------------------ |
| 1988 | Grou                 | Vortex    | LP                                                                             |
| 1989 | A Invasão dos Nodrus | Vortex    | Coletânea de várias bandas. Participa com a banda Grou na faixa 19 ("Ou Com"). |

### Com Júlio Reny
| Ano  | Álbum                         | Gravadora      | Observações |
| ---- | ----------------------------- | -------------- | ----------- |
| 1989 | Júlio Reny & Expresso Oriente | Pirata Sulista | LP          |